# جام نجر
جام نجر رمزها «JA» (بالإنجليزية: Jamnagar)‏ ، هو تقسيم إداري لدولة الهند تتبع ولاية غوجارات (بالإنجليزية: Gujarat)‏ ، مركزها هو مدينة جام نجر (بالإنجليزية: Jamnagar)‏ عدد سكانها حسب تعداد سنة 2001 هو 1,913,685 ، مساحتها 14,125 كم² وكثافة السكان 135 لكل كم² .

## المناخ
يظهر الجدول التالي التغييرات المناخية على مدار السنة لجام نجر:
| البيانات المناخية لـجام نجر                                                       | البيانات المناخية لـجام نجر | البيانات المناخية لـجام نجر | البيانات المناخية لـجام نجر | البيانات المناخية لـجام نجر | البيانات المناخية لـجام نجر | البيانات المناخية لـجام نجر | البيانات المناخية لـجام نجر | البيانات المناخية لـجام نجر | البيانات المناخية لـجام نجر | البيانات المناخية لـجام نجر | البيانات المناخية لـجام نجر | البيانات المناخية لـجام نجر | البيانات المناخية لـجام نجر |
| الشهر                                                                             | يناير                       | فبراير                      | مارس                        | أبريل                       | مايو                        | يونيو                       | يوليو                       | أغسطس                       | سبتمبر                      | أكتوبر                      | نوفمبر                      | ديسمبر                      | المعدل السنوي               |
| --------------------------------------------------------------------------------- | --------------------------- | --------------------------- | --------------------------- | --------------------------- | --------------------------- | --------------------------- | --------------------------- | --------------------------- | --------------------------- | --------------------------- | --------------------------- | --------------------------- | --------------------------- |
| الدرجة القصوى °م (°ف)                                                             | 36 (97)                     | 38 (100)                    | 44 (111)                    | 45 (113)                    | 47 (117)                    | 46 (115)                    | 40 (104)                    | 39 (102)                    | 41 (106)                    | 43 (109)                    | 40 (104)                    | 38 (100)                    | 47 (117)                    |
| متوسط درجة الحرارة الكبرى °م (°ف)                                                 | 26.5 (79.7)                 | 28.8 (83.8)                 | 33 (91)                     | 35.6 (96.1)                 | 36.4 (97.5)                 | 35.9 (96.6)                 | 32.3 (90.1)                 | 31.5 (88.7)                 | 32 (90)                     | 34.5 (94.1)                 | 32.4 (90.3)                 | 28 (82)                     | 32.2 (90.0)                 |
| المتوسط اليومي °م (°ف)                                                            | 18.6 (65.5)                 | 20.9 (69.6)                 | 25.4 (77.7)                 | 28.6 (83.5)                 | 30.9 (87.6)                 | 31.4 (88.5)                 | 29.2 (84.6)                 | 28.4 (83.1)                 | 27.9 (82.2)                 | 28 (82)                     | 24.3 (75.7)                 | 20.1 (68.2)                 | 26.1 (79.0)                 |
| متوسط درجة الحرارة الصغرى °م (°ف)                                                 | 9.7 (49.5)                  | 13.8 (56.8)                 | 17.8 (64.0)                 | 21.6 (70.9)                 | 25.4 (77.7)                 | 27 (81)                     | 26.2 (79.2)                 | 25.4 (77.7)                 | 23.9 (75.0)                 | 20.7 (69.3)                 | 14.7 (58.5)                 | 11.4 (52.5)                 | 19.8 (67.7)                 |
| أدنى درجة حرارة °م (°ف)                                                           | 1 (34)                      | 1 (34)                      | 9 (48)                      | 13 (55)                     | 18 (64)                     | 20 (68)                     | 10 (50)                     | 12 (54)                     | 16 (61)                     | 11 (52)                     | 8 (46)                      | 1 (34)                      | 1 (34)                      |
| الهطول مم (إنش)                                                                   | 1 (0.0)                     | 1 (0.0)                     | 0 (0)                       | 0 (0)                       | 5 (0.2)                     | 61 (2.4)                    | 213 (8.4)                   | 126 (5.0)                   | 64 (2.5)                    | 11 (0.4)                    | 4 (0.2)                     | 1 (0.0)                     | 487 (19.1)                  |
| المصدر #1: Climate-Data.org (altitude: 23m), Voodoo Skies for record temperatures |                             |                             |                             |                             |                             |                             |                             |                             |                             |                             |                             |                             |                             |
| المصدر #2: Jamnagar Weather                                                       |                             |                             |                             |                             |                             |                             |                             |                             |                             |                             |                             |                             |                             |